# Teoría del reconocimiento
La Teoría del reconocimiento, en filosofía política y filosofía del derecho, es una teoría desarrollada por Axel Honneth, perteneciente a la denominada Escuela de Frankfurt. El reconocimiento, y en concreto la lucha por el reconocimiento, fueron inicialmente categorías tratadas por Hegel en sus obras «El sistema de la eticidad» y la «Fenomenología del espíritu». 

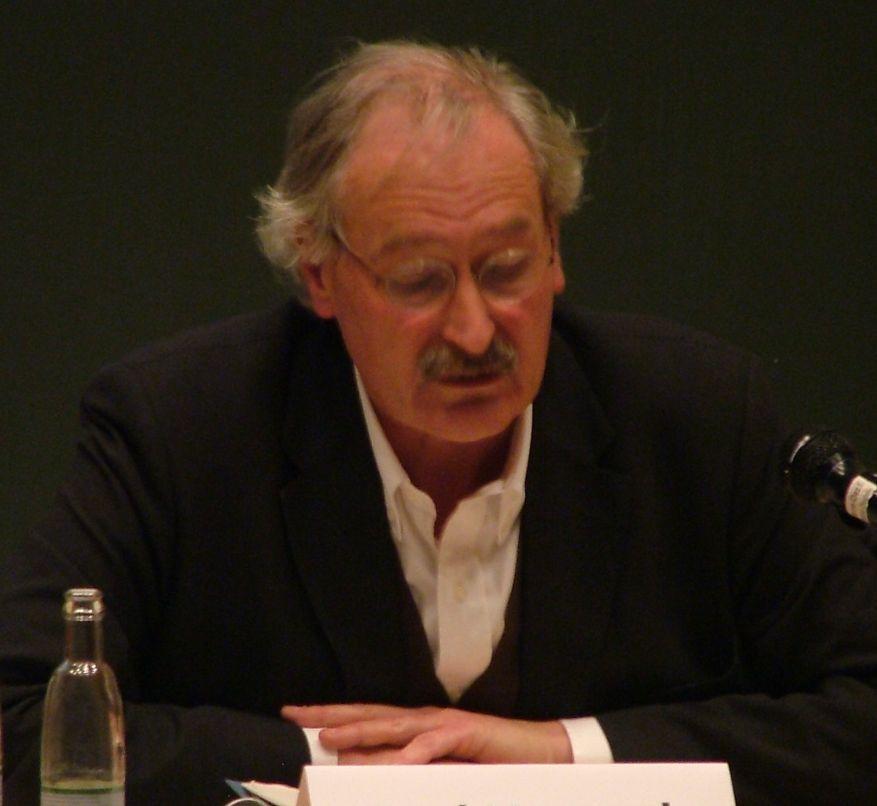
El filósofo Axel Honneth, teórico del reconocimiento, en 2008.

## La teoría del reconocimiento de Axel Honneth
La experiencia de la injusticia es parte de la esencia del hombre. La humillación es la negación del reconocimiento por parte de los otros -de la sociedad-. Para Honneth el hombre despreciado, humillado, sin reconocimiento, pierde su integridad, sus derechos, su autonomía personal y su autonomía moral. 
Honneth señala que lo específico de las formas señaladas de menosprecio -desposesión de derechos, exclusión social-, no solo produce una radical limitación de la autonomía personal, sino que provoca un sentimiento de no ser un sujeto moralmente igual a otros y válido ya que no se le reconoce la capacidad de formar juicios morales.

### De la justicia al reconocimiento
Puede afirmarse que desde finales del siglo XX en la filosofía política y la filosofía del derecho se ha producido un cambio de paradigma. Se ha reemplazado la categoría de justicia por el reconocimiento o reconocimiento recíproco. Así, la teoría del reconocimiento es parte de la teoría intersubjetiva (habermasiana) en la que el otro tiene una función esencial para el sujeto que remite a los principios de igualdad y moralidad. 
Para Kant, el derecho es la condición por la cual la libertad del uno es compatible con la libertad del otro, lo que implica un reconocimiento del otro (ver Imperativo categórico) como condición de convivencia social y fundamento de la moral. En Hegel aparece el concepto de lucha por el reconocimiento que se convierte en una lucha a muerte en la relación entre amo y esclavo (ver Dialéctica). De esta manera los conflictos, en especial los conflictos sociales del siglo XIX y XX pueden entenderse como luchas por el reconocimiento (ver Lucha de clases). Habermas, en el siglo XX, expone la noción reconocimiento mutuo como núcleo del Estado de Derecho democrático ya que para Habermas solamente la igualdad de condiciones garantiza el respeto o reconocimiento mutuo. 
Para Axel Honneth los conflictos sociales son una lucha por el reconocimiento. La novedad de la teoría de Honneth, que se origina en Hegel, es haber superado la interpretación tradicional de los conflictos como mera autoconservación (Maquiavelo y Hobbes). Honneth señala que el reconocimiento es una nueva categoría que deja muy lejos una mera estrategia de supervivencia. El reconocimiento como proceso en su dimensión individual, social y por lo tanto moral, sigue una teleología que se realiza en distintas etapas marcadas por determinadas formas (el amor, el derecho, la solidaridad) que ya manifestó Hegel.

## La Teoría del reconocimiento vs. Teoría de los cuatroethe
En el debate filosófico actual en América Latina, la teoría del reconocimiento de Axel Honneth ha sido confrontada conceptualmente con la teoría de los cuatro ethe de la modernidad capitalista de Bolívar Echeverría. En esta discusión se han cuestionado posibles limitaciones de esta teoría, si se analiza desde una perspectiva no eurocéntrica.